# Samuel Roos

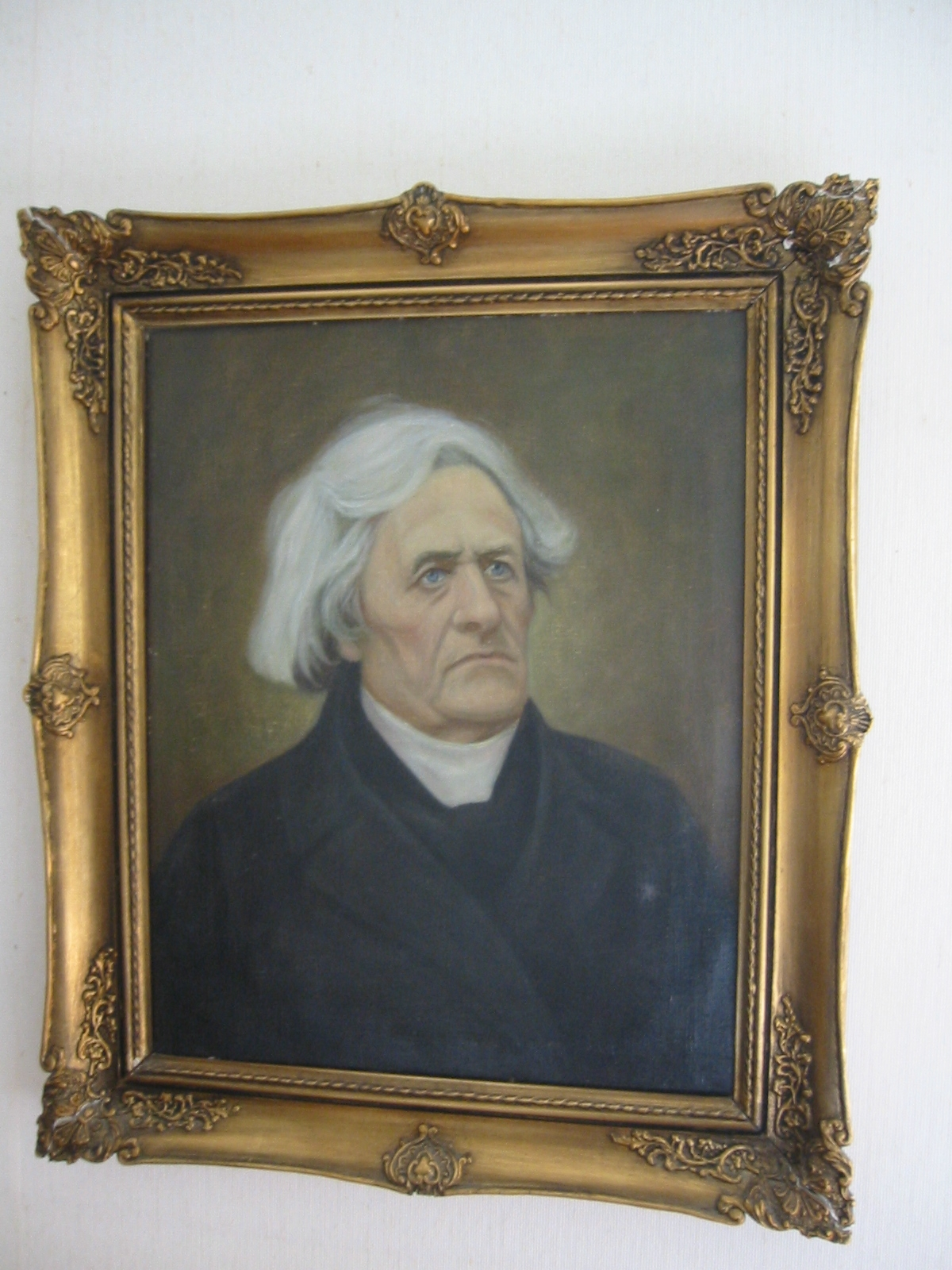
Samuel Roos.

Samuel Roos, född 1 januari 1792 i Euraåminne, död 14 november 1878 i Vemo, var en finländsk läkare och författare. 
Roos blev filosofie kandidat 1817 och medicine doktor 1832. Han blev provinsialläkare i Kajana 1823 och i Joensuu 1832, var 1839–1842 stadsläkare i Raumo och verkade därefter som jordbrukare och uppskattad privatpraktiserande läkare i Virmo och Vemo. 
Roos hyste ett djupt intresse för den finska kulturen och översatte en lång rad småskrifter om bland annat lantbruk och läkekonst till finska. Han berikade också det finska språket med ett stort antal nybildade ord (till exempel sähkö = elektricitet, kasvi = växt, etc.) som han presenterade i sin översättning, Mintähden ja sentähden (1845), av ett naturvetenskapligt verk, skrivet av Otto Ule. Roos skrev även en elementär finsk språklära, Johdatus sanain oikeaan kirjoittamiseen (1851).